# Arcolette

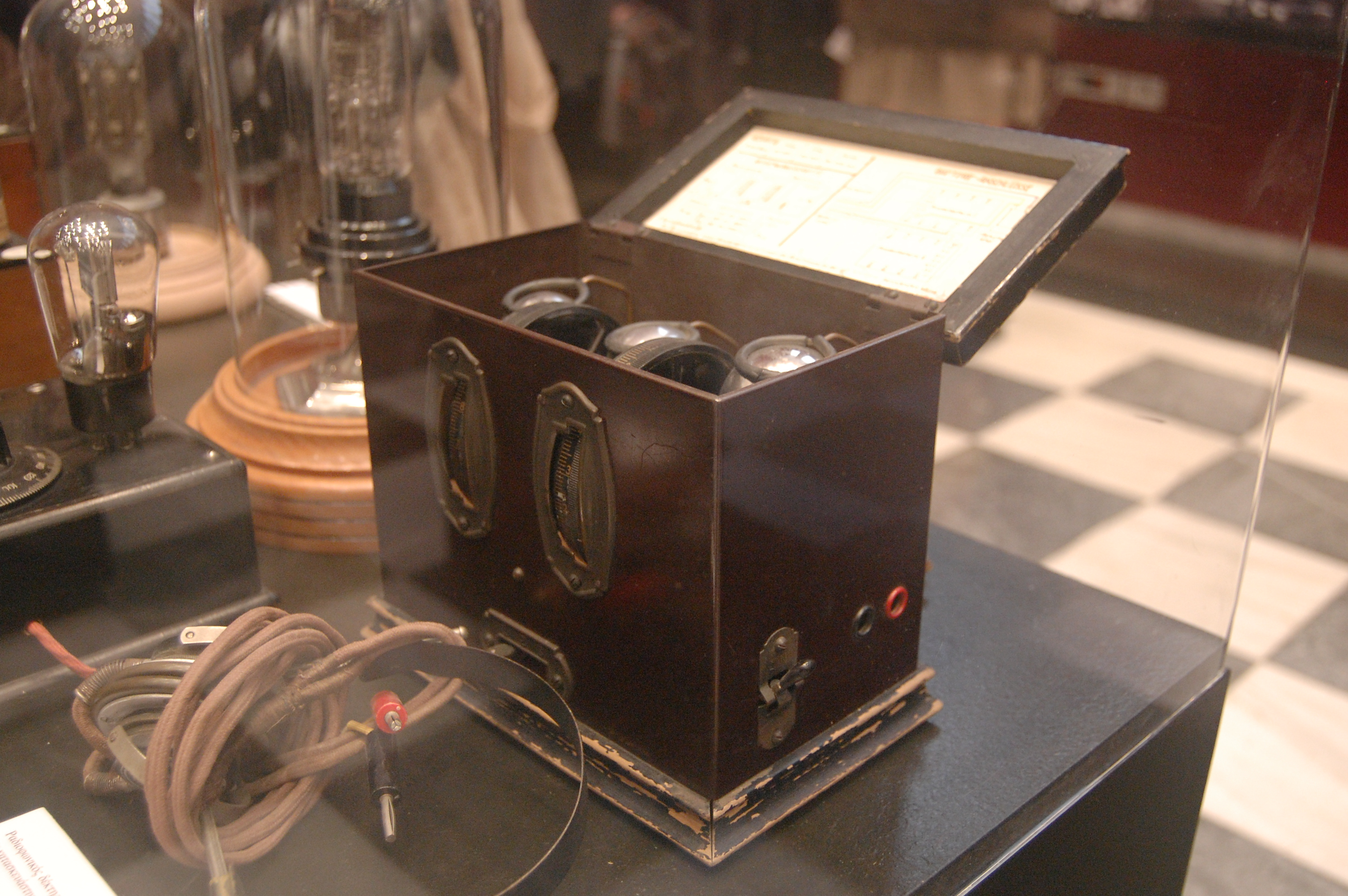
Telefunken Arcolette, 1928

Arcolette war der Titel eines Foxtrottschlagers von Karl Alfredy, den der Berliner Komponist Walter Kollo vertonte. Er kam 1927 als Werbelied für den von der Firma Telefunken neu herausgebrachten Rundfunkempfänger gleichen Namens auf den Markt.

## Hintergrund
Das auf den Etiketten als „Foxtrot-Intermezzo“ bezeichnete Lied wurde im April 1927 vom Jazz-Symphonie-Orchester Bernard Etté mit seinem Refrainsänger, dem Tenor Max Kuttner, bei der Vox-Schallplatten- und Sprechmaschinen-AG elektrisch aufgenommen.
Der Komponist und Textdichter Karl Alfredy verdiente seinen Lebensunterhalt neben der Komposition von Tanz- und Liedschlagern vor allem mit der Schaffung von Texten für die Werbung. Er verfasste Reklamelieder für unterschiedlichste Erzeugnisse, darunter auch für Radioartikel.
In den drei Strophen seines Werbeliedes, in dem er das Radio Arcolette mit einer Freundin, einer Frau vergleicht, führt Alfredy beinahe alle Programmbestandteile auf, mit denen damals der Rundfunk aufzuwarten wusste: mit Gesang in Lied und Oper, mit Tanzmusik herkömmlicher (mit Geigen) und moderner Art (mit Jazz), aber auch mit bildenden und informierenden Inhalten, die “politisch / wissenschaftlich, kritisch” sind oder aber aktuell “Alles was passiert und neu” melden. Er versäumt andererseits aber auch nicht, geschickt auf die technische Leistung (“grosse List, Hexerei”) der Ingenieure und die Empfangs- und Tonqualität (“Ohrenschmaus”, “Zaubertöne”, “himmlisch süß”) des Geräts hinzuweisen, auf sein ansprechendes Äußeres (“schwarze Schöne”) und seinen geringen Platzbedarf (“zierlich Kleine”).
- Kehrreim:

Arcolette, du zierlich Kleine,

In dir ist / grosse List, Hexerei.

Arcolette, du Wunderfeine,

Du beglückst, du entzückst stets aufs Neu.

Arcolette, du schwarze Schöne,

Du ein sichtbarer Ohrenschmaus, [Du nur bist wahrer Ohrenschmaus]

Prächtig sind deine Zaubertöne,

Denn du hast den Empfang heraus!

1. Mein ist jetzt ein Wesen / das ganz auserlesen

Und mir viele Freude macht.

Schenkt mir schöne Lieder / Gibt auch Opern wieder,

Geigt und jazzt und singt und lacht.

Klingt ihr Ton, der himmlisch süß,

Wird mein Heim zum Paradies.

2. Arcolett’, die blendend / gibt mir gern verschwendend

Alles was sie selbst besitzt.

Ob dies nun politisch / wissenschaftlich, kritisch,

Sie spricht ernsthaft und gewitzt.

Streichle ich sie nur ganz sacht,

Schmeichelt sie und tollt und lacht.

3. Auch sonst hat die nette / kleine Arcolette

Tugenden so mancherlei,

Drückst du auf ihr Knöpfchen / sagt gleich dies Geschöpfchen

Alles was passiert und neu.

Drum wer einmal sie gehört,

Sie begehrt und auf sie schwört.
Die “Arcolette”, die nach dem damaligen Technischen Direktor der Telefunken GmbH, dem deutschen Physiker und Elektroingenieur Georg Graf von Arco, benannt war, war der erste Versuch, einen für alle Bevölkerungsschichten erschwinglichen und dennoch leistungsfähigen Radioapparat auf den Markt zu bringen. Arco stellte sie wurde im Dezember 1926 im Rahmen eines Festakts der Öffentlichkeit vor. Der Apparat wurde zwischen 1927 und 1931 in mehreren Versionen, sowohl zum Betrieb aus Batterien als auch am Gleich- oder Wechselstromnetz, angeboten. Der Verkaufspreis, ohne Röhren und Lautsprecher, betrug 65 Reichsmark. Aufgrund seiner einfachen Handhabung wurde das Gerät damals als „Der Rundfunkapparat der Frau“  beworben.

## Notenausgabe
Arcolette. Foxtrot-Intermezzo. Text von Karl Alfredy. Musik von Walter Kollo. Musikverlag Metropol Berlin S.W.11 [1927], Titelillustration von “trias”. 4 Bll. 4º.

## Tondokument
Arcolette. Foxtrot-Intermezzo (Walter Kollo – Karl Alfredy) Jazz Symphonie Orchester Bernhard Etté, Gesang Max Kuttner. Vox 8439E (mx. 1611 BB), aufgen. April 1927